# Среднефранцузский язык
Среднефранцузский язык (фр. Le moyen français) — первый стандартизированный галло-романский хронолект, условно охватывающий период между 1340—1611 годами. Данная периодизация введена в новое время и является до некоторой степени условной. С точки же зрения самих носителей языка, данная эволюция была лишь едва или совсем неразличима, поскольку латынь эволюционировала во французский язык постепенно и в течение продолжительного периода времени, так что разрывы между разными стадиями развития языка были попросту незаметны в течение жизни отдельно взятого индивидуума.

## Характеристика
Среднефранцузский язык лёг в основу современного французского языка, от которого отличался в первую очередь этимологической орфографией, подчёркивающей латинские или псевдолатинские этимоны и, в меньшей степени, фонетикой. Морфология среднефранцузского языка была фактически идентичной современной речи. Это отличало его от старофранцузского языка, в котором сохранялась усечённая падежная система народной латыни. В устной речи среднефранцузского языка наличествовали противоречивые тенденции. С одной стороны, наметилась тенденция к замене ряда исконных народно-латинских корней на аналитические новообразования (combien вместо quant) и утрате ряда менее частотных синонимов (plus вытеснило moult; femme вытеснило mouiller). С другой стороны, ввиду появления у среднефранцузского языка важной государственно-политической функции (Ордонанс Вилле-Котре 1539 г.) и моды на ренессансные течения, в язык активно вводились классические латинизмы и грецизмы. Германские влияния, наоборот, постепенно ослабевали. Фонетическая эволюция среднефранцузского языка продолжалась (например, у сочетаний -oi, -ille, -eau), но она уже не была радикальной и не препятствовала взаимопониманию.